# Фернандо Барон
Фернандо Барон Ортис (на испански: Fernando Barrón y Ortiz) е испански генерал, който се бие за националистическата фракция по време на Испанската гражданска война.

## Биография
Той е сред 5-та командири на местните войски в Африка, подкрепя военния преврат от юли 1936 г., от който започва Гражданската война в Испания. По-късно е командир на Африканската армия в настъплението ѝ към Мадрид. През ноември 1936 г. ръководи националистическата атака срещу предградието на Мадрид Карабанчел. През декември 1936 г. ръководи мобилна колона на генерал Хосе Енрике Варела във Втората битка на пътя Коруня. През май 1937 г. Барон участва в националистическата контраофанзива по време на настъплението в Сеговия.
След войната е министър във франкисткото правителство.